# Fall City
Fall City är en ort (CDP) i King County i delstaten Washington i USA. Orten hade 2 032 invånare, på en yta av 7,49 km² (2020). Den är belägen cirka 33 kilometer öster om Seattle. Orten var en av inspelningsplatserna för TV-serien Twin Peaks.